# São Nicolau (kommun)
São Nicolau är en kommun i Brasilien.   Den ligger i delstaten Rio Grande do Sul, i den södra delen av landet, 1 600 km sydväst om huvudstaden Brasília. Antalet invånare är 5 727.
Omgivningarna runt São Nicolau är huvudsakligen savann. Runt São Nicolau är det glesbefolkat, med 12 invånare per kvadratkilometer.